# The Groucho Club
Il Groucho Club è un club privato, fondato nel 1985, situato a Londra nel quartiere di Soho. L'accesso è consentito solamente a uomini e donne facenti parte del mondo della musica e dell’arte. I fondatori sono un gruppo di editori e imprenditori, tra cui Louis Baum, John Armit, Michael Sissons, Ed Victor, Liam Carson, Tchaik Chassay, Liz Calder, Matthew Evans, Carmen Callil e Tony Mackintosh. In tutto le persone che parteciparono al finanziamento del locale, dal costo complessivo di £450.000, furono circa 300.
Il Groucho Club è ritenuto un punto di riferimento per il mondo dell'arte e la musica londinese.

## Contesto
L'inventrice del Groucho Club è l'editrice Liz Calder. L'idea di fondare un club sorge dal contesto storico della città di Londra nel 1980, dove erano presenti tantissimi bar, pub e club privati maschili, in cui era possibile ritrovarsi a discutere, parlare, o passare semplicemente del tempo. In nessuno di questi luoghi era possibile l'accesso alle donne come ospiti. Confrontandosi con un'amica ed editrice, Angela Carter, Liz Calder si rese conto del fatto che, oltre a essere ambienti in cui erano diffusi sessismo e maschilismo, i club esistenti non erano adatti a ospitare editori, giornalisti e artisti. Iniziò quindi a pensare a un club aperto a tutti i generi, senza discriminazioni, che potesse privacy ai membri, in quanto club privato, e dar loro un luogo dove poter mangiare, bere e dormire in qualsiasi momento.

## Storia
L'idea di fondare un club con queste caratteristiche maturò nel 1983, quando Liz Calder trascorse qualche giorno ad Amsterdam con l'editore e direttore di Bookseller (UK), Louis Baum. Durante il soggiorno i due scoprirono molti bar e club rivolti a persone del loro settore, dove era possibile leggere giornali, confrontarsi e parlare davanti ad un caffè o un bicchiere di vino, anche per tutta la notte. Arricchiti da questa esperienza tornarono a Londra e, nella primavera del 1983 concepirono l'idea del Groucho Club in una birreria a Kentish Town. Il progetto consisteva nella creazione di un club confortevole, con un ristorante, un bar e un luogo dove autori ed editori, oltre a potersi incontrare sia di giorno sia di notte, avrebbero potuto promuovere il proprio lavoro.. 
Il passo successivo fu esporre la loro idea ai loro amici ed editori, tra cui Matthew Evans e Carmen Callil, fondatrice di Virago Press; ciò avvenne durante l'estate del 1983. La ricerca di fondi per concretizzare il progetto, tuttavia, portò in una prima fase a ottenere solo £2.400. Inoltre, Liz Calder e Matthew Evans riuscirono tuttavia a contattare rispettivamente Ed Victor e Michael Sissons, due agenti letterari molto conosciuti all'epoca. Micheal Sissons entrò subito a far parte dei fondatori, in quanto già dagli anni '60 desiderava creare un club, mentre Ed Victor indirizzò Liz Calder e Matthew Evans verso altri due imprenditori di successo, Tony Mackintosh e Tchaik Chassay. 
Il 9 giugno 1984 tutti i fondatori (Louis Baum, John Armit, Michael Sissons, Ed Victor, Liam Carson, Tchaik Chassay, Liz Calder, Matthew Evans, Carmen Callil e Tony Mackintosh) si incontrarono nella casa di Carmen Callil a Bradmore Park Road per redigere un elenco di persone da poter contattare e includere nel loro progetto.
Il passo successivo fu quello di trovare un edificio per il club. A occuparsi del compito furono l'avvocato David Offenbach e Dermot Verschoyle, i quali cominciarono a cercare nella zona di Bedford Square, vicino alla maggior parte delle case editrici e intorno a Great Russell Street, ma senza successo. Durante la metà del 1984, David Offenbach, camminando per il quartiere di Soho, notò un ristorante in vendita, al 45 di Dean Street. Offenbach trovò l'agente immobiliare dell'edificio fuori da esso ed entrò a vedere l'ambiente. Rimase subito colpito dalla spazialità e decise di chiamare Tony Mackintosh per fargli vedere quello che aveva trovato; anche Mackintosh rimase colpito dalle potenzialità del luogo. La proprietà era di Charles Forte, il quale avrebbe voluto trasformare l'edificio in un hotel, ma era stato bloccato dalle leggi imposte in quegli anni nel quartiere. 
L'edificio venne scelto anche per il fatto che da grandi stanze era possibile ricavarne altre più piccole e su più piani, per garantire privacy e riservatezza ai membri. L'accordo con il proprietario venne raggiunto in breve tempo, ma il problema principale fu l'aspetto finanziario. Non potendo richiedere un prestito bancario, i fondatori decisero di raccogliere finanziamenti dagli investitori attraverso l'emissione di quote. 
Il 27 luglio 1984 mancavano ancora circa £30.000 per raggiungere la cifra necessaria ad acquistare il locale. Tchaik Chassay e sua moglie Melissa North ebbero l'idea di invitare a una festa a casa loro Lorne Michaels, produttore e scrittore del Saturday Night Live, il musicista Paul Simon e il regista Steve Martin per convincerli ad investire nel progetto. A fine serata ebbero da ognuno di loro un assegno da £10.000: in questo modo fu possibile acquistare l'edificio e iniziare i lavori. In totale, furono raccolti più di £450.000 da quasi 300 investitori. 
Tchaik Chassay e Melissa North progettarono l'intero club. La ristrutturazione partì dalle stanze al piano terra per arrivare fino all'ultimo piano, procedendo a tappe, sia per una questione economica sia organizzativa. Le prime stanze ristrutturate furono la cucina nel seminterrato e il bar principale al piano terra, dove venne posizionato anche un pianoforte. Successivamente fu ristrutturata la sala da pranzo e infine quello che in seguito divenne il Soho Bar. 
Il 5 maggio 1985 il club aprì per la prima volta al pubblico, anche se i piani superiori dovevano ancora essere ristrutturati e le camere non erano presenti.
Il club rimase sotto la dirigenza dei fondatori originali per sedici anni; nel 2001 venne venduto per £11.8 milioni alla Longshot plc (Public Limited Company), un’azienda di produzione audiovisiva e comunicazione, con a capo Matthew Freud, Joel Cadbury e Willy Bauer. 
Nel 2006, il Groucho venne nuovamente venduto per £20 milioni alla Graphite, una private equity, la quale nel 2010 fece diventare Matt Hobbs, già membro del club da dieci anni, uno dei direttori generali con il compito di ristrutturare e ridisegnare il club. Hobbs aggiunse una terrazza dedicata ai fumatori al primo piano e rinnovò l’aspetto del bar.
Grazie al grande successo ottenuto dal 2015, il club ha presentato progetti di espansione a Manhattan, New York.

## Nome
Il nome del club fu scelto in rapporto a una famosa battuta di Groucho Marx: 
 Il nome fu oggetto di un lungo dibattito tra i fondatori e fu proposto da Michael Sissons.
Il giorno prima dell'apertura, Arthur Marx, figlio di Groucho Marx, spedì una lettera a Tony Mackintosh, con la quale dichiarava di non voler cedere i diritti sul nome del padre per il club. Mackintosh gli rispose che il nome del padre non aveva niente a che vedere con il Groucho Club, in quanto non sarebbe stato improntato alla sua memoria, ma solamente su una sua citazione, e lo invitò a visitarlo.

## Membri
Inizialmente l'iscrizione al club era possibile solo su invito e i membri erano circa 500. l'iscrizione divenne in seguito possibile a un numero maggiore di persone. I membri sono principalmente editori, giornalisti, comici, attori, registi e musicisti. 
Uno dei membri storici del club è stato Jeffrey Bernard, membro dal 1987 al 1997, anno della sua morte. Un altro membro, l'agente sportivo John Holmes, è stato responsabile dell’ingresso nel club di personaggi famosi dello sport, come Gary Lineker e David Gower, capitani della nazionale inglese di calcio e cricket. 
Alcuni dei membri più famosi del club sono stati Dave Kavanagh, Paul McGuinness, Freddie Mercury, Brian May, Roger Taylor, Kate Moss, Benedict Cumberbatch, Quentin Tarantino, Dustin Hoffman, Melanie Griffith, Bono, Bill Clinton. 
Tutti coloro che hanno intenzione di iscriversi al club, devono essere accettati da una commissione, la quale era originariamente composta da Barry Delaney, Steve Kenis, Mariella Frostrup, Liam Carson, Chips Chipperfield, Peter Bennet-Jones, Frank Cvitanovich, Melissa North, Anthony Mackintosh, Diana Gordon, Nigella Lawson, Emma Freud, Mary-Lou Sturridge e Joanna Mackle.
Il club riceve circa cinquanta domande d’iscrizione al mese.

## Arte
Nel 1989 al Groucho erano esposte opere d'arte che avevano il solo scopo di decorare. Questa impostazione cambiò quando il primo direttore del club, Liam Carson, scoprì che una delle cameriere, Nicky Carter, stava studiando arte al Goldsmiths College, dal quale era uscito anche Damien Steven Hirst, il più importante YBA (Young British Artists) del periodo. Carson chiese a Nicky Carter se qualche suo compagno di studi volesse esporre le sue opere all'interno del club in cambio di un'iscrizione annuale gratuita: in questo modo iniziò una raccolta di opere d’arte, curata da Nicky Carter. 
Inizialmente l'iniziativa non ebbe molto successo: diversi artisti erano scettici all'idea di donare le loro opere a un club, pensando che il valore delle stesse si sarebbe abbassato. 
Tuttavia, il lavoro si sviluppò gradualmente, anche perché spesso chi donava un'opera al club, indicava a Nicky Carter altri artisti che avrebbero potuto essere interessati.
Fin dagli anni '90, il club divenne quindi un punto di riferimento per gli YBA (Young British Artists), coinvolgendo anche lo stesso Damien Steven Hirst.
La prima opera donata, nel 1992, fu una serigrafia di Angus Fairhurst dal titolo I Work Up In The Morning The Feeling Was Still There. Successivamente Damien Hirst donò un suo dipinto, cosa che invitò altri YBA, giovani artisti che non temevano l'auto promozione, a fare lo stesso.
Le acquisizioni si sono poi ridotte negli anni a partire dal 2015, attestandosi su circa dieci opere l'anno.
L'artista più rappresentativo della collezione è Peter Blake, con otto stampe donate al club. Sono presenti anche opere di altri artisti importanti, tra cui Gerald Laing e David Whitaker (il primo artista ad avere una mostra personale alla Serpentine Gallery, inaugurata nel 1970). Altri artisti di rilievo sono Micheal Craig-Martin e Mark Wallinger, i quali insegnarono ai futuri YBA nei rispettivi college durante gli anni '80. 
YBAs che donarono opere al Groucho furono Mat Collishaw, Tracey Emin, Marc Quinn e Gavin Turk..
Si sono poi aggiunte anche opere di Joseph Kosuth, artista concettuale americano, Martin Creed e Keith Tyson, vincitori del Turner Prize, e di artisti giovani come Conrad Shawcross, Polly Morgan, Idris Khan e Annie Morris. 
In quanto il Groucho nasce come club aperto a tutti i generi, senza discriminazioni, la raccolta include un buon numero di opere realizzate da donne, tra cui Susan Collis, Rachel Kneebone, Boo Ritson, Alison Watt e Catherine Yass. L'etica del club mette ogni artista su un unico livello, rendendo la collezione e il rapporto stesso tra gli artisti il più egualitario possibile. 
Alcune opere sono state realizzate appositamente per il club. Tra queste, le più importanti sono Poured Lines: Take 5 di Ian Davenport, realizzata con tinta acrilica su un pannello di alluminio, acquisita nel 2007 e creata appositamente per la Mary-Lou Room, e Groucho di Stella Vine, realizzata con tinta acrilica su tela, acquisita nel 2008. Anche l’olio su tela Scotch Eggs dell’artista Archie Franks, acquisito nel 2014, fa parte di questo gruppo.. 
Una parte delle opere è invece priva di rapporti con il club ed è stata inserita nella collezione per renderla più varia possibile. Una di queste è l’opera Semi-Detached John and Ethel Landy di Michael Landy, acquisita nel 2004: si tratta della fotografia dei genitori dell'artista in piedi, di fronte a un modello in scala reale della loro abitazione, installata all'interno del Tate Britain.
La collezione vanta di circa 120 opere: principalmente dipinti, ma anche stampe, fotografie e sculture. L'obiettivo della collezione è quello di riflettere ciò che sta accadendo nel mondo dell'arte in un determinato momento storico. 
Le opere sono principalmente di artisti che hanno vissuto e operato, o sono tutt'ora attivi, a Londra.
Per celebrare il proprio trentesimo anniversario, nel 2015, il club ha raccolto un numero importante di opere d'arte britannica e moderna. Questa iniziativa è stata possibile grazie alla presenza di molti artisti all'interno del Groucho Club..

## Il personale
Inizialmente il personale era composto da un insieme di persone provenienti da vari ristoranti, bar, club di proprietà di Anthony Mackintosh.
Uno dei membri del personale che si contraddistinse di più fu Liam Carson, il primo direttore generale, scomparso nel 2005, che portò avanti il club fino al 1994 e che viene ricordato come il leader spirituale del Groucho. Altri membri importanti per la storia del club furono Anna Hugo, manager dal 1989 al 2007, Maria Alvarez, direttrice generale dal 1993 al 1995 e Mary-Lou Sturridge, che iniziò a lavorare nel 1987, assistette al primo passaggio di proprietà nel 2001 e successivamente aprì una nuova attività con Anthony Mackintosh.
Alla fine degli anni '80 si unirono al Groucho Gordana Sherriff come manager (scelta direttamente da Anthony Mackintosh per la sua autorità), Hannes Wolter e Charlie Verschoyle come camerieri.
Il pianista originale fu Jeremy Westwood, che suonò anche il giorno di apertura del club. Fu succeduto da Jeremy Melvin, il quale duettò con Paul McCartney, Robbie Williams e Tina Turner. 
Altri membri del personale molto importanti per la storia del club sono Sophia Alock, ex direttrice generale, Aga Sikorska, che da donna delle pulizie è diventata night manager e Jeff Connon, uno dei direttori generali.

## Regolamento
Le regole principali all'interno del club sono state scritte da Stephen Fry.
- È vietato l'uso di strumenti di telecomunicazione in tutti i luoghi del club, ad eccezione della reception. I membri e gli ospiti sono invitati a silenziare i propri dispositivi prima dell'ingresso al club. Inoltre, è vietato scattare fotografie all'interno del club.
- È vietata l'assunzione di sostanze illegali.
- È obbligatorio saldare il proprio conto prima di lasciare il club.
- È vietato fare rumori molesti anche all'esterno del club, in quanto Soho è un quartiere residenziale.
- Tutti i membri sono invitati al rispetto verso il prossimo, ricordando che il club è un luogo ideato per il divertimento e il relax.

Alcuni membri, tra cui Toby Young, Dan Farson, Damien Hirst, Oliver Peyton, Lord Patrick Conyngham non rispettarono almeno una di queste regole e perciò vennero banditi a vita dal club.

## Stanze
Il club affitta le sue stanze per eventi, feste, seminari o anche semplicemente per cene e pranzi. L'affitto è destinato sia ai membri che ai non membri. Le stanze che possono essere affittate sono Gennaro Room, Snooker Room, Mary-Lou Room, Club Room, Soho Bar, Dining Room, Mackintosh Room. 

### Club Room
La Club Room è stata definita "un club all'interno di un club" da Tim Noakes. All'interno è possibile giocare a poker o a Perudo e guardare eventi sportivi. È situata al primo piano ed è una delle stanze più piccole.

### Snooker Room
La Snooker Room è stata definita dal manager Bernie Katz come la stanza più vintage del club. Il nome deriva dal fatto che nella stanza è presente un tavolo da biliardo, donato da Janet Street-Porter in memoria di suo marito Frank Cvitanovich. Nel 1996 la stanza fu luogo di scontro tra Patsy Kensit e Liam Gallagher, all’epoca conviventi.

### Gennaro Room
Questa stanza è situata al secondo piano e permette di osservare la strada. È stata pensata per ospitare dalle 30 alle 100 persone, in base alle occasioni. In essa è possibile svolgere riunioni, pranzi, cene, matrimoni e unioni civili. 

### Mary-Lou Room
La stanza è situata al primo piano e contiene un bar e un camino.

### Soho Bar
La stanza ospita un bar e si trova al primo piano. È una delle stanze più ampie e spaziose, dove si concentra la maggior parte dei membri. 
Dal 1985 al 1992 è stato presente solamente questo bar. Nel 1993 iniziarono i lavori per la costruzione del bar situato al secondo piano.

### The Dining Room
In questa stanza si trova il ristorante dedicato solamente ai membri del club. Il soffitto è ad arco, decorato e il tetto in vetro. Al centro della sala è stato posto un lampadario di cristallo risalente agli anni '70. A questa stanza è collegata la terrazza per fumatori, che è stata nominata Liam's Yard.

### The Mackintosh Room
La stanza è situata al secondo piano e prende il nome da Anthony Mackintosh, uno dei fondatori del Groucho Club.

## The Groucho Club pop-up
Un pop-up club è un club temporaneo, che viene aperto per un periodo di tempo limitato. L'idea di istituire dei pop-up del Groucho Club è stata di Matt Hobbs, direttore generale.
L'iniziativa inizialmente non fu ben accolta da molti membri del club, che rivendicavano l'originalità e l'unicità del Groucho al 45 di Dean Street, ma dal 2012 è il club stesso che invita tutti i membri a proporre località o eventi dove istituire dei Groucho pop-up.

### Rio de Janeiro
Nel 2012 il Groucho Club ha fatto parte di una campagna internazionale per presentare la Gran Bretagna nel mondo nell'anno dei trentesimi Giochi olimpici e del Giubileo di diamante di Elisabetta II del Regno Unito.
La campagna è stata lanciata personalmente dal Primo Ministro inglese David Cameron e l'evento è iniziato con una festa in cima al Pan di Zucchero a Rio De Janeiro, in Brasile, il 9 marzo 2012. All'evento erano presenti Henry, duca di Sussex, Sebastian Coe, Marcus Wareing, Gilles Peterson e Paul Smith.
Per l'occasione il Groucho Club istituì un bar per intrattenere i presenti, pur mantenendo i suoi principi di riservatezza e familiarità. Il numero di persone previste alla festa era di duecentocinquanta, ma effettivamente se ne presentarono circa ottocento.

### Ibiza
Il secondo Groucho pop-up venne istituito a Ibiza, in Spagna, nel 2012 dal 16 al 28 agosto. Il Groucho rilevò quattordici stanze di un hotel della città e intrattenne i membri con serate in compagnia di chef come Mitch Tonks, Tom Parker Bowles, Fergus e Margot Henderson, organizzando l'annuale Teenage Cancer Trust Summer Party, a seguito del quale ha devoluto i propri incassi al Teenage Cancer Trust ed infine pianificando serate con molti DJ internazionali come 2 Many DJ’s, Pete Tong, Paul Oakenfold, Arthur Baker e James Lavelle.
Nel 2013 è stato organizzato a Ibiza un altro pop-up in una proprietà a nord dell'isola. La festa durò 5 giorni, dal 18 al 22 agosto 2013. Il 19 agosto venne organizzata una cena dallo chef Mitch Tonks e dal food writer Tom Parker Bowles. Il 20 agosto venne organizzato il Teenage Cancer Trust Summer Party, ospitato da Groove Armada e DJ Antz.

### Los Angeles
Nel febbraio 2013 il club venne invitato dagli Stati Uniti d'America a organizzare il Pre-Oscar Party per i candidati all'Oscar residenti nel Regno Unito ed espatriati, all'interno del consolato britannico. L'invito partì dalla console generale di Los Angeles, Dama Barbara Hay. 

### Hay-On-Wye
Hay-on-Wye al confine con il Galles è conosciuta come "la città dei libri" e ogni anno ospita un festival letterario di fama mondiale. 
Il club è stato invitato a presidiare il festival e a creare un club temporaneo, con un ristorante e due bar all'interno del castello medievale della città. Il festival ha avuto una durata di dieci giorni, dal 23 maggio al 2 giugno 2013. 
Il ristorante al piano terra è stato gestito dal capo chef del Groucho, Tim Wilson e dagli chef Fergus e Margot Henderson; il menù comprendeva piatti tipici di stagione e della regione. La sala club e i due bar vennero gestiti dallo staff proveniente direttamente dal Groucho, in modo da portare l'esperienza più verosimile possibile del 45 di Dean Street. 
Nel 2014, il club è stato invitato, per il secondo anno di fila a presidiare il festival letterario della città..

### Oxford
Dal 26 al 28 agosto 2016, il club venne invitato a istituire un Groucho pop-up al Big Festival, organizzato da Alex James, musicista dei Blur, nella sua fattoria a Oxford..

## Eventi

### Staff Parties
Tutti gli anni, subito dopo le festività natalizie, il club organizza una festa particolare che prevede un cambio di ruoli tra staff e membri. Il direttore generale Jeff Connon istruisce i membri, insegnando loro qualche trucco su come usare lo shaker per i cocktail. Ogni anno, da quando è stata istituita la festa, sempre più membri si cimentano in questa esperienza. Lucy Aitkens, giornalista di Sky Arts ha definito questa festa un Armageddon.
Alcuni dei membri che hanno preso parte a questa festa, da quando è iniziata, sono Adam Hyman, Trence Doyle e Rosie Brooks.

### London Food
Il Groucho Club ha collaborato con l'Evening Standard all'evento mensile London Food, per ospitare una vasta gamma di chef all'interno del club. Gli chef ospitati sono Victor Garvey, Ren Patel, Tom Oldroyd, Russell Norman del ristorante Polpo e i proprietari dell'osteria Alle Testiere di Venezia. 

### Matrimoni e compleanni
Il club ha la possibilità di organizzare e celebrare matrimoni. Molte delle persone che si sposano al Groucho sono membri da sempre. Alcuni dei compleanni più celebri festeggiati al club sono quello di Madonna, di Mary-Lou, una delle fondatrici e di Peter Blake. 

### The Groucho Maverick Award
Per il principio di libertà che caratterizza i membri del Groucho, durante il venticinquesimo anniversario della fondazione del club, nel 2010, venne inaugurato il Groucho Maverick Award. Questo evento premia gli artisti che tramite le loro opere esprimono la libertà di spirito e individualità. 
Il vincitore riceve un premio di £10.000, un'iscrizione a vita al Groucho e un trofeo, cioè una scultura dell’artista Gavin Turk, oltre all’organizzazione di una festa per celebrare la vittoria. 
I vincitori delle edizioni del premio che vanno dal 2010 al 2013, furono Nell Gifford, Nick Davies, Danny Boyle e The Bush Theatre. 

### Novel in a day
Il 12 marzo 1994, Morgan Rowland organizzò un concorso per scrittori, i quali avrebbero dovuto scrivere un romanzo in ventiquattro ore. Si presentarono trentadue concorrenti, ma solo ventotto di loro consegnarono il lavoro in tempo. La vincitrice fu Maggie Hamand, che riuscì a scrivere un totale di 22.000 parole. Il suo romanzo, The Resurrection of the Body, venne pubblicato da Michael Joseph nel 1995, ricevendo molte recensioni positive.